# کوزگون (قره‌عیسی‌لی)
کوزگون (به ترکی استانبولی: Kuzgun) یک منطقهٔ مسکونی در ترکیه است که در کارایسالی واقع شده‌است.